# 間里駅
間里駅（カルリえき）は朝鮮民主主義人民共和国平壌直轄市兄弟山区域にある、朝鮮民主主義人民共和国鉄道省の駅である。

## 乗り入れ路線
平義線、平羅線、柴井線の計3路線が乗り入れている。平義線と平羅線は平壌-間里間は同じ線路を併用しており、当駅で分岐する。
また、平義線の西浦-間里間の西浦寄りに将軍専用駅に繋がる路線が分岐している。このほか、2023年に報じられた金鍾泰電気機関車連合企業所の移転計画に関連して、当駅から分岐して普通江を渡り、連合企業所の移転予定地となる平壌市北部の順安区域(北緯39度03分38秒 東経125度41分53秒 / 北緯39.060606度 東経125.698131度)へ向かう全長10kmの専用線とみられる鉄道路線の建設が進められている。

## 歴史
1934年2月11日、京義線の間里駅として開業。

## 駅周辺
- 間里集結所 - 強制収容所

## 隣の駅
朝鮮民主主義人民共和国鉄道省
平義線
西浦駅 - 間里駅 - 順安駅
平羅線
西浦駅 - 間里駅 - 中二駅
柴井線
間里駅 - 柴井駅